# Mando de Defensa y Operaciones Aéreas
El Mando de Defensa y Operaciones Aéreas (MDOA) fue un órgano auxiliar del Jefe de Estado Mayor de la Defensa (JEMAD), integrado en la estructura orgánica del Estado Mayor de la Defensa como organización operativa permanente. Tuvo como objetivo planear, conducir y controlar las operaciones militares de vigilancia, seguridad, control y policía aérea de los espacios aéreos bajo soberanía, responsabilidad e interés para España. El General Jefe del Mando Aéreo de Combate del Ejército del Aire era el Comandante del Mando de Defensa y Operaciones Aéreas, que operativamente dependía del Jefe de Estado Mayor de la Defensa, orgánicamente del Jefe de Estado Mayor del Ejército del Aire y apoyado por su estado mayor. El Jefe de Estado Mayor de la Defensa proporcionaba conducción estratégica al MDOA. Se ubicó en la sede Estado Mayor de la Defensa, en la ciudad de Madrid. 
Las funciones del Comandante del Mando de Defensa y Operaciones Aéreas eran las siguientes:
- Planear y conducir las operaciones de vigilancia, seguridad, control y policía aérea en y desde los espacios aéreos de soberanía, responsabilidad e interés para España y ejercer el mando de las fuerzas bajo su autoridad.
- Planear y conducir las operaciones multinacionales de vigilancia, seguridad, control y policía aérea en y desde el espacio aéreo cuando España asuma su liderazgo.
- Mantener, en el nivel de ejecución, relaciones de coordinación con autoridades y organismos militares y civiles competentes en otros aspectos de la vigilancia, control, seguridad y policía aérea en y desde el espacio aéreo, a nivel nacional e internacional, manteniendo informado al Jefe de Estado Mayor de la Defensa.

Se creó en virtud de la Orden del Ministerio de Defensa 86/2012, de 4 de diciembre. y se suprimió por el Real Decreto 521/2020, de 19 de mayo, por el que se establece la organización básica de las Fuerzas Armadas.